# (5756) Wassenbergh
(5756) Wassenbergh es un asteroide perteneciente al cinturón de asteroides descubierto el 24 de septiembre de 1960 por Cornelis Johannes van Houten en conjunto a su esposa también astrónoma Ingrid van Houten-Groeneveld y el astrónomo Tom Gehrels desde el Observatorio del Monte Palomar, Estados Unidos.

## Designación y nombre
Designado provisionalmente como 6034 P-L. Fue nombrado Wassenbergh en homenaje a Or Wassenbergh, profesor de derecho aéreo y espacial de 1977 a 1994, con motivo del discurso de despedida en la Universidad de Leiden. Durante la Segunda Guerra Mundial Or se unió a las fuerzas subterráneas holandesas. Más tarde obtuvo su doctorado, trabajando primero en KLM (Royal Dutch Airlines) y cada vez más involucrado, no solo con la política de aviación y el derecho aéreo, sino también con el derecho espacial. Fue vicepresidente de relaciones exteriores y cooperación en KLM hasta 1990. Ha publicado varios libros y artículos sobre este tema.

## Características orbitales
Wassenbergh está situado a una distancia media del Sol de 2,583 ua, pudiendo alejarse hasta 3,164 ua y acercarse hasta 2,001 ua. Su excentricidad es 0,225 y la inclinación orbital 7,599 grados. Emplea 1516,33 días en completar una órbita alrededor del Sol.

## Características físicas
La magnitud absoluta de Wassenbergh es 14,1. Tiene 3,93 km de diámetro y su albedo se estima en 0,262. 